# Каменный Амбар
Ка́менный Амба́р — урочище в Карталинском районе Челябинской области (в 10 км к востоку от посёлка Варшавка), расположенное на правом берегу реки Карагайлыаят (приток Тобола). В пределах урочища открыто несколько десятков памятников археологии, таких как поселение Каменный Амбар, могильник Каменный Амбар-5 и другие. В разные годы раскопками руководили Н. Б. Виноградов, В. П. Костюков, А. В. Епимахов, И. П. Алаева и Л. Н. Корякова.

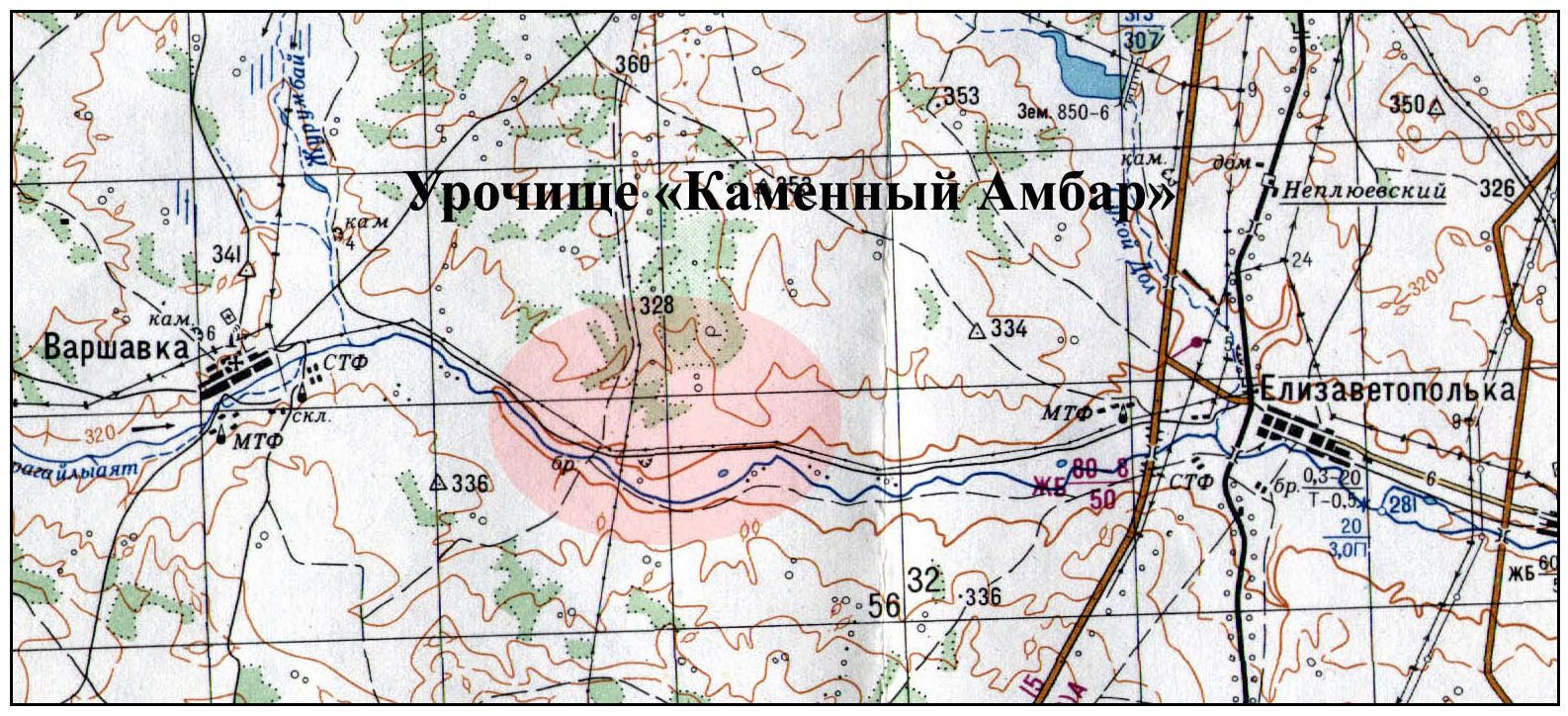
Урочище Каменный Амбар в Атласе Челябинской области («Роскартография»)